# II. Iszaakiosz bizánci császár
II. Iszaakiosz, magyarosan II. Izsák, eredetileg Iszaakiosz Angelosz (görögül: Ισαάκιος Β’ Άγγελος), (Konstantinápoly, 1156 szeptembere – Konstantinápoly, 1204. február 8.) bizánci császár (uralkodott először 1185. szeptember 12-től 1195. április 8-ig, majd 1203. július 17-től 1204 januárjáig), az Angelosz-dinasztia első uralkodó tagja volt. Uralma alatt az államszervezet I. Manuél 1180-as halála óta tartó felbomlása felgyorsult, és nem tudta megakadályozni Szerbia megerősödését és Bulgária ismételt függetlenedését. III. Béla magyar király veje.

## Trónra lépése
Iszaakiosz Angelosz a Komnénosz-dinasztia alapítója, I. Alexiosz legkisebb, Theodóra nevű lánya és az alacsony sorból származó, philadelphiai Kónsztantinosz Angelosz unokája volt. Atyja, Andronikosz Angelosz I. Mánuel idején anatóliai parancsnoki funkciót töltött be. I. Andronikosz idején családjával együtt fellázadt Nikaia és Prusza környékén annak nemesség ellen hozott zsarnoki intézkedései ellen. 1185. szeptember 11-én, amikor Andronikosz távol volt Konstantinápolytól, a császár Sztephanosz Hagiokhrisztophoritész nevű kegyence megpróbálta letartóztatni, de Iszaakiosz meggyilkolta és a Hagia Szophiában keresett menedéket. A Thesszalonikét szörnyű mészárlás közepette elfoglaló szicíliai normannok közeledése miatt pánikba esett konstantinápolyiakat Iszaakiosznak sikerült fellázítania, és a hazatérő Andronikoszt brutálisan meglincselték. Szeptember 12-én így az Andronikosszal minden tekintetben homlokegyenest ellenkező politikát képviselő Iszaakiosz léphetett a trónra.

## Első uralkodása

### Belügyek
Iszaakiosz belpolitikája Andronikosz erőszakos uralmának teljes megtagadását jelentette. Udvara pazarló és pompakedvelő volt, és fenntartása hatalmas összegeket emésztett fel. Ennek érdekében újabb adók kivetéséhez, illetve a hivatalok adásvételéhez folyamodott, felélesztve az elődje által visszaszorított káros eljárást. Mindez rendkívüli terheket rótt a lakosságra, amely az ellenőrzéstől megszabadult hivatalnokok és helytartók visszaéléseit és korrupcióját is megszenvedte. A császár az eddig üldözött nemességet is tovább erősítette, gyarapította: már kortársainak is feltűnően könnyelműen adományozott újabb és újabb pronoiabirtokokat az állami földekből, tovább gyengítve a császári hatalom alapjait, illetve újabb és újabb adóbevételektől megfosztva a kincstárat. A birtokosok sikeresen követelték tőle privilégiumaik bővítését is, a császár pedig a súlyos katonai helyzetben nem mert ellentmondani a sereg gerincét adó rétegnek.

### Külpolitikai sikerek
A legégetőbb fenyegetést az 1185-ös trónváltáskor II. Vilmos szicíliai király normannjainak előretörése jelentette. Iszaakiosznak azonban szerencséje volt: a sok fosztogatástól az ellenfél fegyelme meglazult, ráadásul járvány is sújtotta a támadókat. Így Alexiosz Branasz parancsnoksága alatt a bizánci hadsereg előbb Moszünopolisznál verte meg őket, majd november 7-én Dimitrikánál aratott döntő győzelmet. A normann sereg maradékai rövidesen kiürítették a nyáron elfoglalt Thesszalonikét, Dürrakhiont és Korfut, de Kephallénia és Zakünthosz szigetét végleg elszakították Bizánctól. Ezzel párhuzamosan a másik balkáni veszélyforrást is sikerült felszámolnia: megegyezett a magyar III. Bélával, hogy feleségül veszi Margit nevű lányát, aki hozományul a Bizánctól nemrég elragadott területeket (Belgrád, Niš, Szófia vidéke) vitte a házasságba. Iszaakiosz császár ezen lépéseivel minden külső fenyegetést fel tudott számolni, de szinte azonnal új, nagyobb veszélyekkel kellett szembenéznie birodalmán belül.

### Bulgária függetlenedése
1185 végén egy tirnovói bojárcsalád két sarja, Teodor és Joan Aszen lázadást robbantott ki a túladóztatott bolgárok körében, miután birtokaikat nem ismerték el pronoiaként. Iszaakiosz a már bevált Branaszt küldte ellenük, de az Adrianopolisznál fellázadt, császárnak kiáltotta ki magát, és Konstantinápoly ellen fordult. Branaszt leverték és kivégezték, és az első bolgárok elleni csapás is sikeresnek bizonyult: az 1186 tavaszán magát Péter néven cárrá kikiáltó Teodort és fivérét legyőzték, a testvérpár pedig Duna túlpartján keresett menedéket. A két fivér az év októberében kun segítséggel tért vissza, de nagy erőfeszítések árán Iszaakiosz megállította előretörésüket, és 1187 tavaszán megpróbálta őket bekeríteni Szófia vidékén, a hegyekben. A raškai és dukljai (görögösen Diokleia, másképp Zeta) területeket Szerbiává egyesítő Nemanja István támogatását is élvező felkelőket nem sikerült leverni, Iszaakiosz pedig a kis-ázsiai lázongás hírére jobbnak látta békét kötni. A császár lemondott a Balkán-hegységtől a Dunáig terjedő területről, és garanciaképpen Péter és Joan Aszen testvérét, Kalojant túszúl tartotta Konstantinápolyban.

### AIII. keresztes hadjárat
1187-ben az Egyiptomot és Szíriát egy kézben egyesítő Szaladin szultán hatalmas diadalt aratott a keresztesek felett a hattíni csatában, melynek eredményeképpen bevonult Jeruzsálembe, és számos kisebb-nagyobb erődöt elragadott 1188 folyamán. A hír hallatán Európa legnagyobb uralkodói indultak hadjáratra: Barbarossa Frigyes császár, illetve II. Fülöp Ágost francia király és riválisa, Oroszlánszívű Richárd angol uralkodó. Frigyes már Mánuel idején pusztán „görög királyságnak” tekintette Bizáncot, és ezúttal sem voltak tiszták a szándékai. Bár már 1188 őszén szerződést írt alá Nürnbergben a német seregek átvonulásáról, rövidesen kiderült, hogy nem csak a császárral, hanem riválisaival is tárgyal. Az 1189 tavaszán Magyarországon át Balkánra érkező Frigyes kiváló viszonyt ápolt mind Nemanjával, mind a bolgárokkal. Ennek eredményeképpen mind Szerbia, mind Bulgária urai hűséget esküdtek neki, és szövetségre léptek vele Konstantinápoly ellenében. A német-római császár még az anatóliai szeldzsukokkal is tárgyalt, bekerítve Bizáncot. Iszaakiosz válaszul felújította Andronikosz és Szaladin szövetségét, amelyben vállalta, hogy akadályozza a keresztesek előretörését.
Válaszul Frigyes szerb és bolgár szövetségeseivel elfoglalta Philippopoliszt, majd ingerült levélváltást követően Adrianopoliszt, és eltökélte, hogy akár Konstantinápolyt is megostromolja, ha kell, ennek érdekében pedig fiát, Henriket flottája élén a Boszporuszra küldte. Iszaakiosz kénytelen volt meghajolni a túlerő előtt, és 1190 februárjában szerződött Frigyessel: a bizánci császár hajókat adott az átkeléshez és olcsó ellátmányt biztosított a kereszteseknek, ennek fejében túszokat kapott a német uralkodótól. Frigyes átkelt Anatóliába, ám nem jutott a Szentföldre: az út során belefulladt egy folyóba. Utóbb a németellenesség jegyében jött létre Tankréd szicíliai normann király fiának, III. Rogernek és Iszaakiosz lányának, Eirénének a házassága 1193-ban, ami Rogernek a következő évben bekövetkezett halálával bomlott fel. Eirénét utóbb Sváb Fülöp német király vette feleségül.

### Új bolgár harcok
Frigyes elvonulása után Iszaakiosz bosszúja a szövetségeseire sújtott le. Nemanját, aki kelet felé Prizrenig, Szkopjéig és Szófiáig tört előre, 1190 őszén a Morava mellett legyőzte, és visszaadatta vele legújabb hódításait. Ezzel Bizánc formálisan is elismerte Szerbia függetlenségét, ráadásul Nemanja fiához, a bizánci hercegeknek járó szebasztokratóri címmel felruházott Sztefanhoz adta unokahúgát, Eudókiát. A bolgárok ellen indított hadjárat ugyanekkor kudarccal végződött: a bizánci sereg hiába ostromolta Tirnovót, majd visszavonulása közben a Balkán-hegységben, a Trjavnai-szorosban rajtaütöttek. A görög sereg súlyos veszteségeket szenvedett, maga Iszaakiosz alig tudott megmenekülni.
A császár apósához, III. Bélához fordult segítségért, és a két uralkodó 1191 őszén a Szerémségben tárgyalt a balkáni helyzetről. Az együttműködés azonban nem volt eredményes: Béla 1192–1193 fordulóján az immár nem ellenséges Szerbia rovására terjeszkedett, de hódításait rövidesen kénytelen volt feladni. Az 1190-es bizánci vereség eredményeképpen a főképp Aszen vezette bolgárok terjeszkedésbe kezdtek, és a mai Nyugat-Bulgáriát és Macedóniát is elfoglalták, miközben be-betörtek Trákia területére. 1194-ben az arkadiopoliszi csatában, Kelet-Trákiában ismét a bolgárok diadalmaskodtak. Iszaakiosz ekkor ismét Bélától kért segítséget, aki ígéretet tett egy Vidin felé indítandó támadásra, ám ez végül elmaradt – a hadba vonuló Iszaakioszot ugyanis 1195. április 8-án fivére, Alexiosz Angelosz megbuktatta, megvakíttatta és bebörtönöztette.

## A keresztesek bábja
Iszaakioszot Alexiosz nevű fiával börtönözték be, ám a hercegnek sikerült elszökni, és nyugaton keresett segítséget. A herceget Sváb Fülöp német uralkodó szívesen fogadta, de személyesen nem nyújtott segítséget neki; ellenben felkérte Enrico Dandolo velencei dózsét, hogy a IV. keresztes hadjáratra induló keresztesekkel karöltve segítsék Alexiosz és apja restaurációját. A herceg 1203 májusában, Korfu szigetén állapodott meg a Montferrati Bonifác vezette lovagokkal a konstantinápolyi kitérőről. Ennek eredményeképpen a keresztesek egy hónapnál is rövidebb ostrommal bevették a fővárost július 17-én. III. Alexiosz a koronával elmenekült, Iszaakioszot trónra tették, és mellé a fia, immár IV. Alexiosz ült a tárcsászári trónra. A megvakított uralkodónak ekkor már nem volt sok beleszólása az államügyekbe, népe pedig gyűlölte a latinok uralma, illetve a keresztesek érdekében hozott pénzügyi intézkedések miatt. Az ellenállás 1204 januárjában lázadásba csapott át, aminek az élére az előkelő Alexiosz Dukasz állt. IV. Alexioszt megölték, Iszaakiosz pedig ismét börtönbe került, ahol a megrázkódtatástól rövidesen meghalt.

## Házasságai, gyermekei
Iszaakiosz kétszer nősült. Első feleségéről nem tudunk semmit, csupán lányának speyeri emlékművén szerepel neve. Eszerint Eirénének hívták, aki lehetett bizánci arisztokratanő, de akár külföldi is. Egyes elképzelések szerint a Palaiologoszok, mások szerint a Tornikészek arisztokratacsaládjához tartozott. Ismereteink szerint három gyermeket szült férjének:
- Euphroszüné Angelina, apáca;
- Eiréné Angelina, előbb III. Roger szicíliai király, majd Mária néven Sváb Fülöp német király felesége;
- IV. Alexiosz bizánci császár.

Iszaakiosz 1185-ben vette el második feleségét, III. Béla magyar király és Antiochiai Ágnes lányát, az akkor tíz esztendős Margitot, aki az ortodox keresztségben a Mária nevet kapta. A magyar hercegnő Iszaakiosz halála után Montferrati Bonifáchoz ment feleségül. Két ismert gyermeke született Iszaakiosztól:
- Ióannész Angelosz, később II. András és IV. Béla alatt a szerémségi dukátus birtokosa;
- Manuél Angelosz.